# Suodenniemi
Suodenniemi est une ancienne municipalité du sud-ouest de la Finlande, dans la région du Pirkanmaa et la province de Finlande occidentale.

## Géographie
Le territoire est resté largement rurale et agricole. Si elle comptait plus de 3 000 habitants dans les années 1930, la commune a connu depuis une baisse régulière de ce chiffre et un vieillissement de sa population. Dans ses dernières années d'existence, son budget lui permettait tout juste de couvrir les dépenses sociales et de santé, sans pouvoir véritablement investir. C'est pourquoi le conseil municipal a décidé au printemps 2006 (par 13 voix contre 4) de fusionner avec la ville voisine de Vammala. La commune a donc cessé d'exister le 1er janvier 2007.
L'ancien centre administratif et principal village se situe 10 km au nord de la nationale 11 Pori-Tampere. Ses seules curiosités notables sont une église néoclassique de 1831 et un petit musée ouvert en été.
Les municipalités voisines au moment de la fusion étaient Ikaalinen au nord, Hämeenkyrö au nord-est, Mouhijärvi au sud-est, et côté Satakunta Kiikoinen au sud-ouest, Lavia à l'ouest et Kankaanpää au nord-ouest.

## Galerie

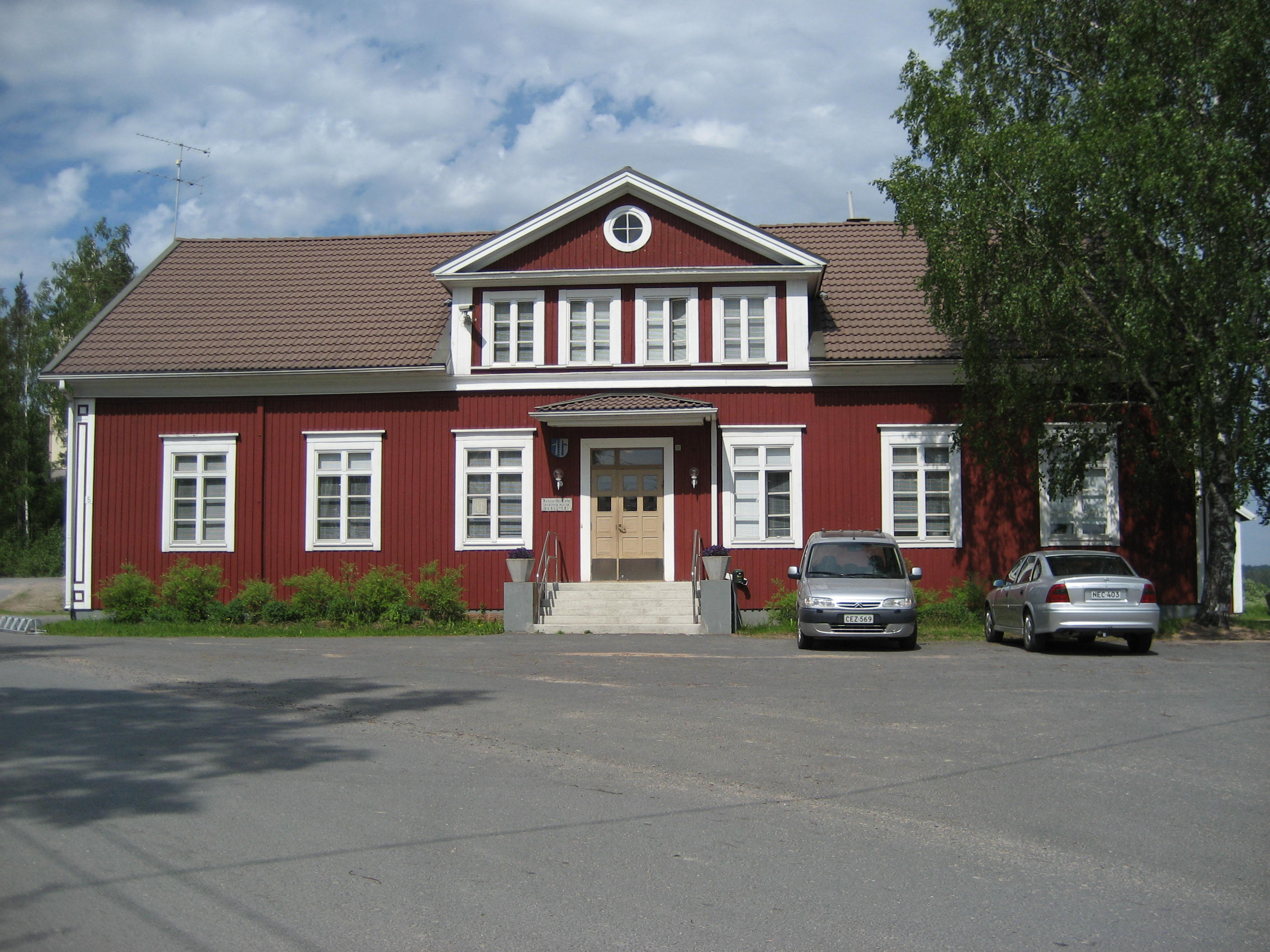
Hôtel de ville (1936)
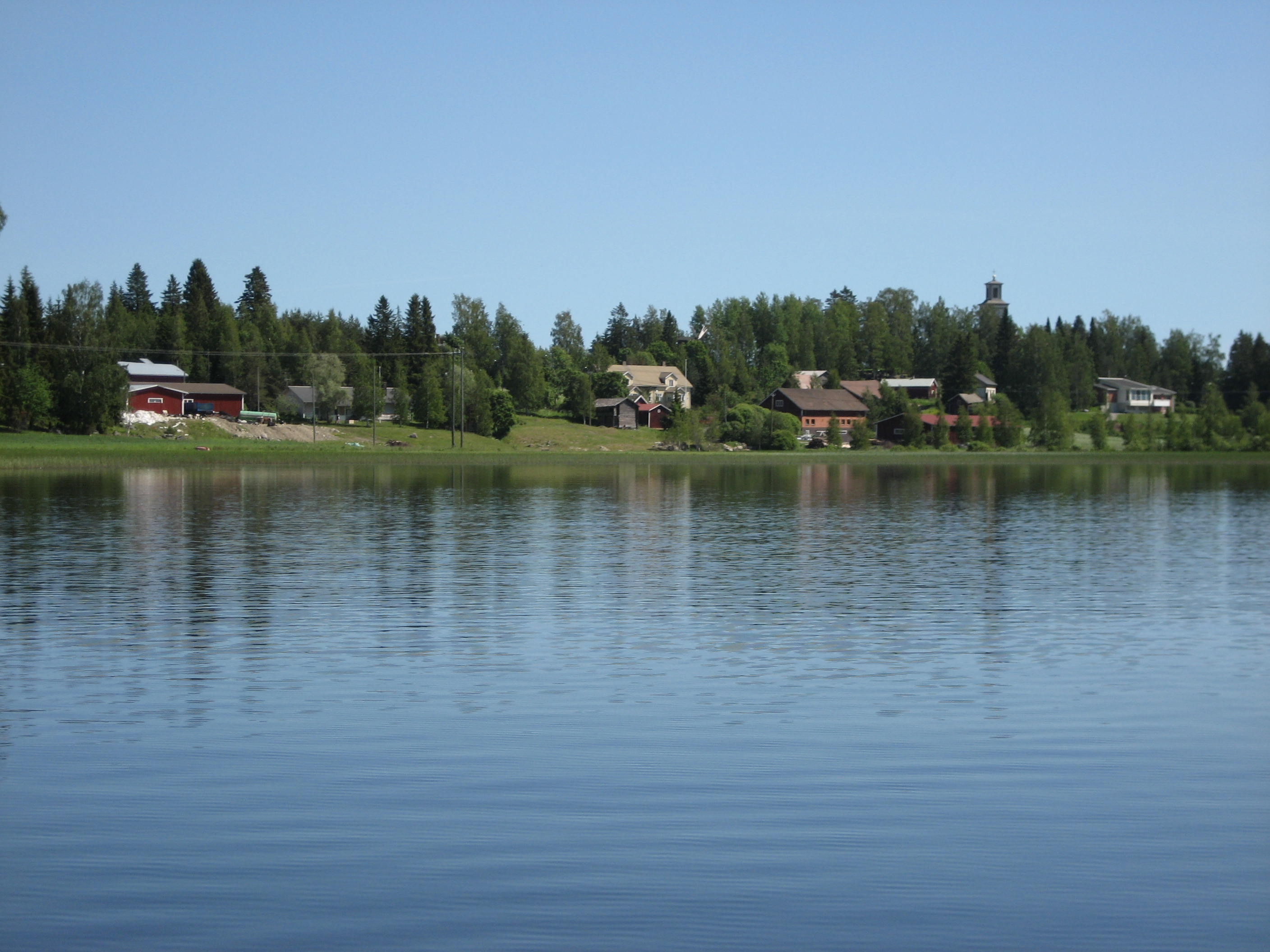
Paysage de Suodenniemi.
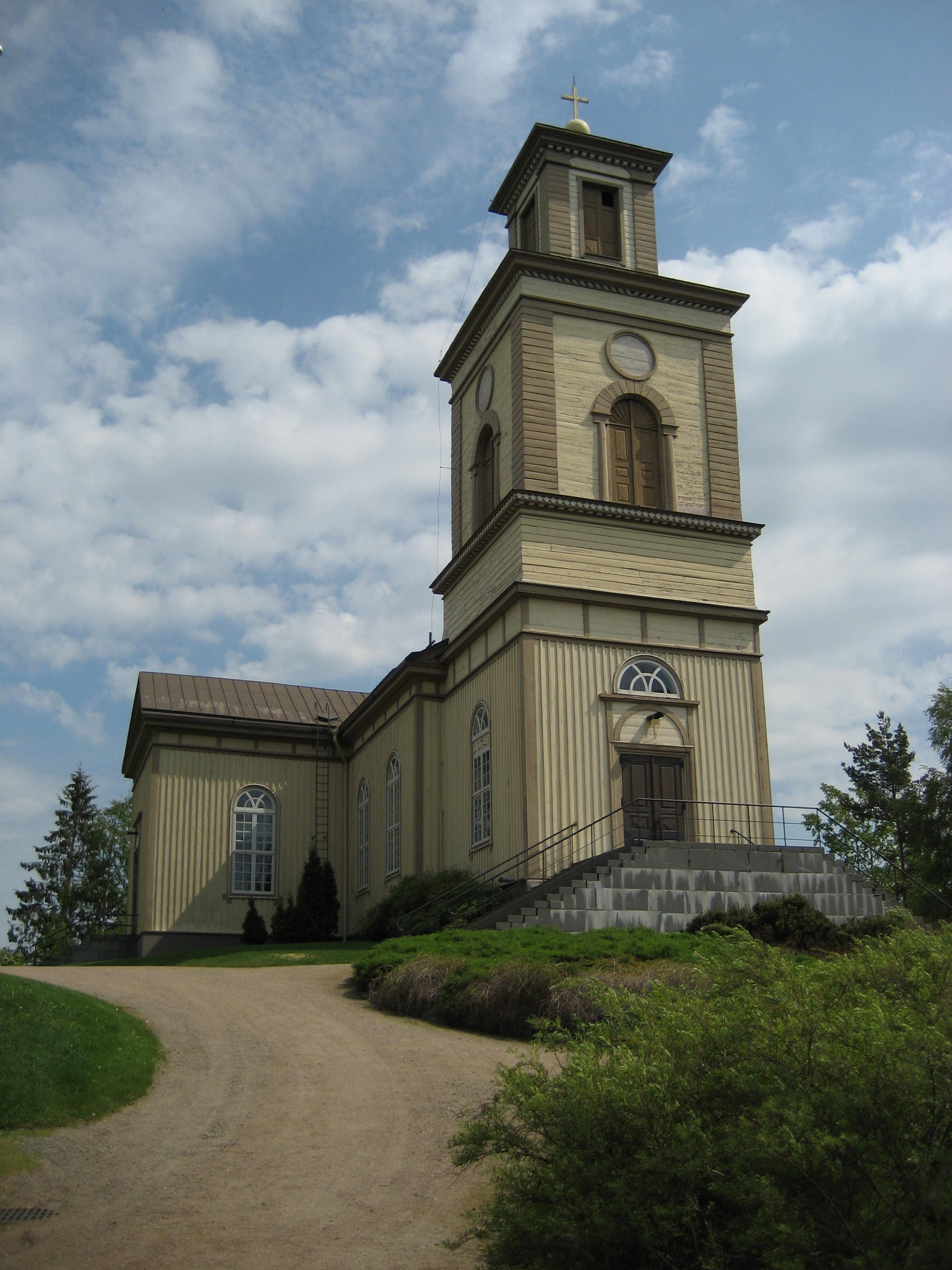
L'Église de Suodenniemi
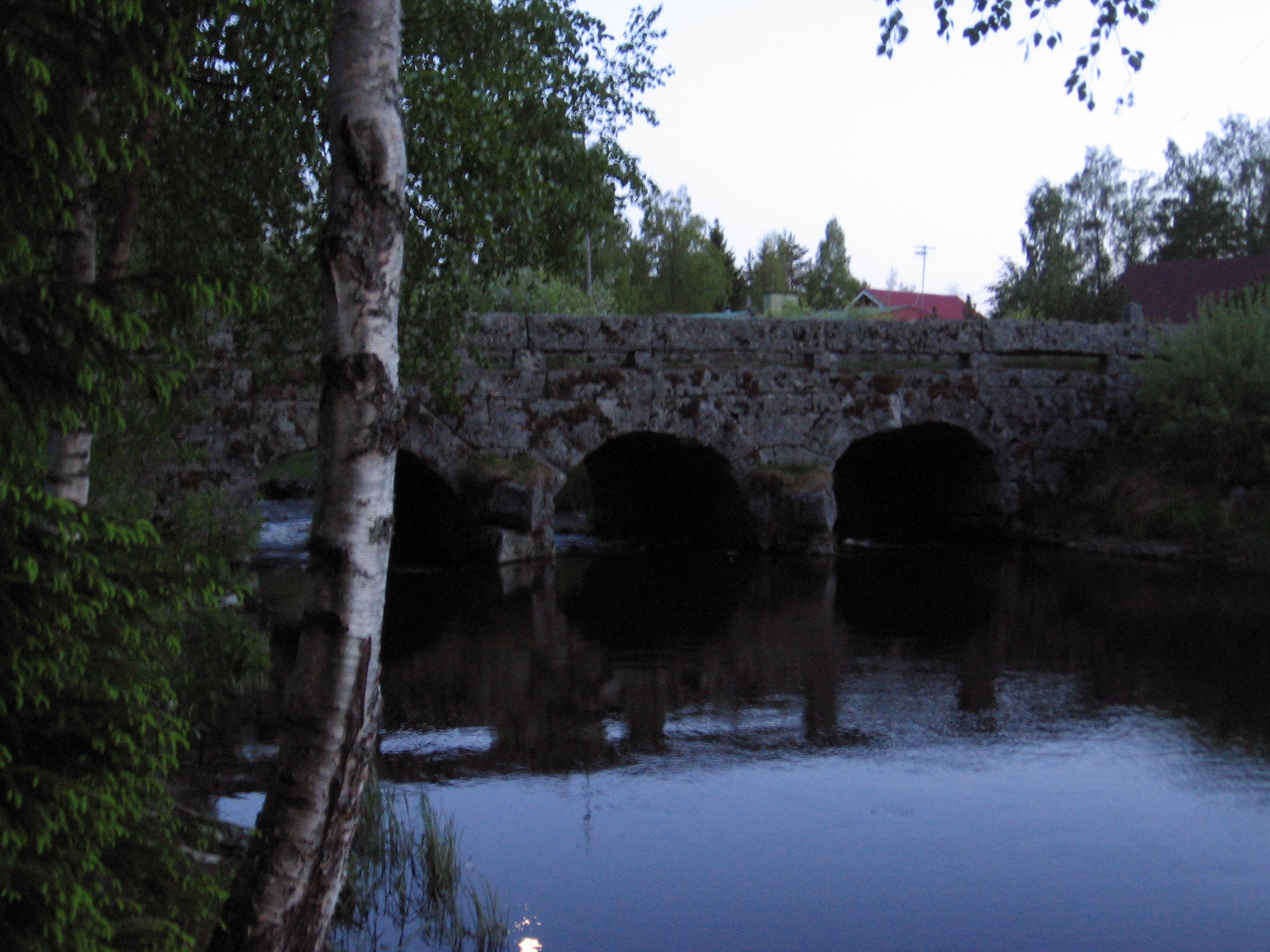
Pont en pierre sur la rivière Kiikoisjoki au village de Putaja à Suodenniemi.